# ABC World News
«Мировые новости» — новостная телепрограмма, идущая ежедневно на американском телеканале ABC News.
Программа начала выходить с 1953 года.
Выходит в эфир каждый день в 18:30. На данный момент она называется «Мировые новости с Дэвидом Мюром» (ABC World News Tonight with David Muir).

## Картинка
31 декабря 2007 года с программой произошли некоторые изменения. Картинка стала более чёткой, логотип стал более заметным.
С августа 2008 года и другие новостные программы стали выходить в формате высокой чёткости.